# فانامويسا (بيثلا باريش)
فانامويسا (بالإنجليزية: Vanamõisa, Pihtla Parish)‏ هي قرية تقع في إستونيا في Pihtla Parish.[بحاجة لمصدر]